# Mamuka Mamulašvili
Mamuka (Ušangi) Mamulašvili (gruzínsky მამუკა (უშანგი) მამულაშვილი, ukrajinsky Мамука Мамулашвілі; 22. dubna 1978 Tbilisi, Gruzínská SSR, Sovětský svaz) je gruzínský velitel polovojenské jednotky, který v současnosti velí Gruzínské legii.

## Raný život
Mamuka Mamulašvili se narodil 22. dubna 1978 v Tbilisi, hlavním městě tehdejší Gruzínské sovětské socialistické republiky v Sovětském svazu. Jeho otcem byl gruzínský vojenský důstojník Zurab Mamulašvili.

## Válka v Abcházii
Mamulašvili bojoval za Gruzii ve válce v Abcházii, když mu bylo 14 let, po boku svého otce, který byl gruzínským vojenským důstojníkem. Mamulašvili později vzpomínal: „Moje první válka byla v 90. letech v Abcházii“. Během války byl zajat abchazskými jednotkami a tři měsíce držen, než byl propuštěn.

## První čečenská válka
Mamulašvili bojoval jako zahraniční dobrovolník proti ruským jednotkám v první čečenské válce.

## Návrat do Gruzie
Po první čečenské válce odjel Mamulašvili do Paříže, aby dostudoval. Poté se vrátil do Gruzie a působil jako vysoký vojenský poradce gruzínského prezidenta Michaila Saakašviliho.
Mamulašvili bojoval za Gruzii v rusko-gruzínské válce v roce 2008.

## Ukrajina
V roce 2013 se Mamulašvili přestěhoval na Ukrajinu, aby podpořil Euromajdan.

### Gruzínská legie
V roce 2014 byl Mamulašvili jedním ze zakládajících členů Gruzínské legie a v současnosti ji vede proti ruské invazi. Zúčastnil se bitvy o mezinárodní letiště Hostomel.
V dubnu 2022 Mamulašvili v rozhovoru prohlásil, že Gruzínská legie nebude mít vůči ruským válečným zajatcům žádné slitování v reakci na masakr v Buči.
Mamulašvili podporuje zavedení bezletové zóny nad Ukrajinou, která je podle něj nutná, aby se zabránilo ruským leteckým útokům.

## Slovensko
Počátkem roku 2025, během protestů proti proruským postojům slovenské vlády, jej slovenský premiér Robert Fico a ministr vnitra Matúš Šutaj Eštok obvinili z údajného „organizování puče“, ale své tvrzení ničím nedoložili.

## Vyznamenání
- Řád za odvahu
- Řád Ivana Mazepy